# Kuchnia molekularna

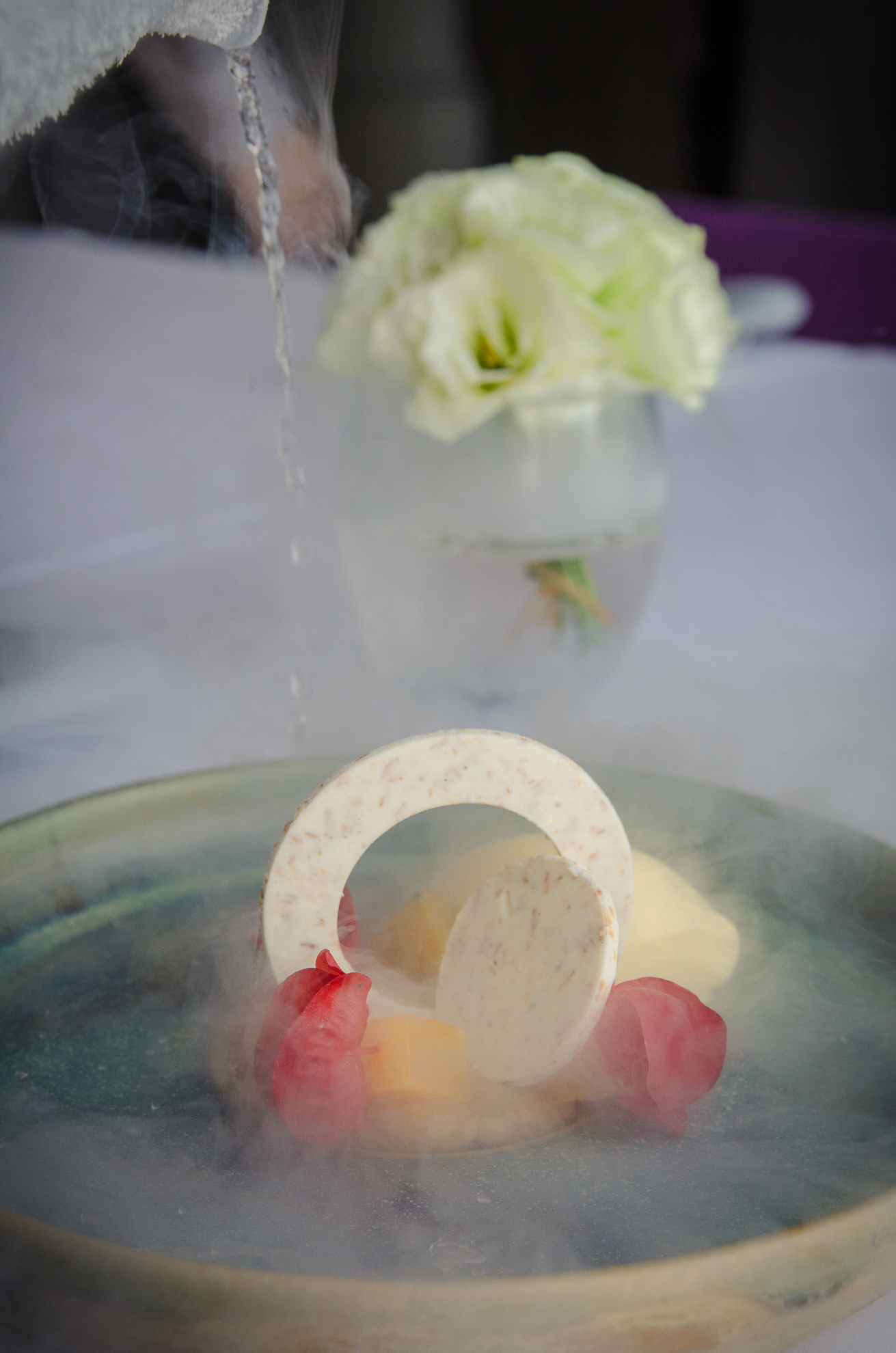
Deser kuchni molekularnej - serwowany z użyciem ciekłego azotu

Kuchnia molekularna, gastronomia molekularna – podejście do przyrządzania potraw i ich spożywania oparte na metodach naukowych, wykorzystujące zwłaszcza znajomość chemii i fizyki. Za początek kuchni molekularnej można uznać pracę Nicolasa Kurtiego i Herve Thisa Molecular and Physical Gastronomy z 1988 r. Jednym z prekursorów kuchni molekularnej w restauracjach był Ferran Adria z hiszpańskiej restauracji El Bulli. Innymi równie znanymi szefami kuchni z tej dziedziny są Heston Blumenthal, Grant Achatz, czy Wylie Dufresne.
Produktem, które było inspiracją dla tej kuchni, było żółtko. Chęć odwzorowania jego cech stała się punktem wyjściowym do opracowania technik tzw. sferyfikacji. Gastronomia molekularna pozwala przygotować ciekawsze, bardziej oryginalne i atrakcyjne wizualnie dania, a przy tym niezwykle naturalne i zdrowe.

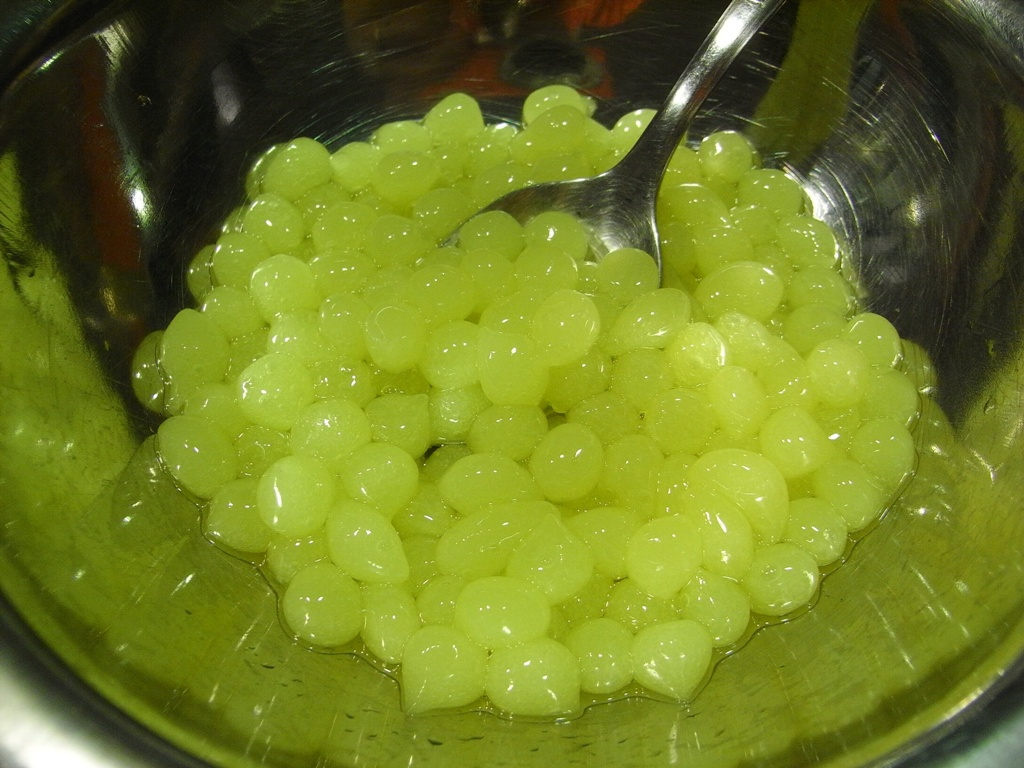
Sferyfikacja soku owocowego lub innego płynu jest jedną z metod kuchni molekularnej – przy podaniu płyn wyglądem przypomina kawior

Kuchnia molekularna zajmuje się:
- badaniem mechanizmów zjawisk zachodzących podczas przygotowywania i konsumpcji potraw
- badaniem przemian fizykochemicznych żywności w trakcie gotowania
- badaniem zjawisk sensorycznych towarzyszących konsumpcji potraw
- badaniem smakowitości potraw
- rozwojem, tworzeniem i właściwościami żywności